# Phrynus cozumel
Espèce
Phrynus cozumel est une espèce d'amblypyges de la famille des Phrynidae.

## Distribution
Cette espèce est endémique du Quintana Roo au Mexique. Elle se rencontre à Cozumel.

## Description
Le mâle holotype mesure 9,50 mm.

## Étymologie
Son nom d'espèce lui a été donné en référence au lieu de sa découverte, Cozumel.

## Publication originale
- Armas, 1995 : Nuevos Phrynus de México y Nicaragua, con la descripción complementaria de P. garridoi Armas (Amblypygi: Phrynidae). Revista Nicaraguense de Entomologia, vol. 33, p. 21-37 (texte intégral).